# АІ-24
АІ-24 — одновальний турбогвинтовий авіаційний двигун.

## Історія створення
Розробка двигуна почалась на ДКБ-478 для задоволення потреб АНТК імені Олега Антонова. В 1961 році проведено державні випробування двигуна і розпочатий серійний випуск на Запорізькому моторобудівному заводі «Мотор Січ». Загалом випущено понад 11700 двигунів АІ-24 усіх модифікацій.
АІ-20 — одновальний турбогвинтовий авіадвигун з осьовим 10-ступінчастим компресором, кільцевою камерою згоряння, 3-ступінчастою турбіною, планетарним редуктором, нерегульованим реактивним соплом. Двигун працює з флюгерним гвинтом змінюваного кроку лівого обертання АВ-72Т. Для забезпечення роботи двигун оснащено такими системами: змащування; регулювання пального; запуску; керування повітряним гвинтом; протипожежна; проти обмерзання. Як пальне використовується авіаційний гас марок Т-1, Т-2, ТС-1, РТ, Jet A-1, JP-8, PT, PL-6. Ресурс — до 3000 годин.

## Технічний опис
АІ-24 — одновальний турбогвинтовий двигун. Працює з флюгерним чотирилопатевим повітряним гвинтом АВ-72. Двигун складається з наступних вузлів: диференційно-планетарного редуктора з вимірником крутного моменту, лобового картера, осьового 10-ступеневого компресора, кільцевої камери згоряння, триступеневої осьової турбіни, нерегульованого реактивного сопла і агрегатів, які обслуговують роботу двигуна і літака.
Силову тримальну частину двигуна складають:
- Картер редуктора;
- Корпус лобового картера;
- Корпус компресора;
- Корпус камери згоряння;
- статор турбіни.

### Редуктор
Розміщений у передній частині двигуна, призначений для забезпечення найвигіднішої частоти обертання повітряного гвинта при передачі надлишкової потужності від ротора двигуна на гвинт. Редуктор складається з двох основних вузлів: картера і шестерневого механізму. Картер відлитий з магнієвого сплаву. У ньому розміщено дві опори вала гвинта. На картері редуктора розташований мастильний насос вимірювача крутного моменту і електромагнітний клапан перевірки датчика автоматичного флюгування по негативній тязі. Редуктор заднім фланцем картера кріпиться до лобового картера за допомогою шпильок.

### Лобовий картер
Корпус лобового картера, відлитий з магнієвого сплаву. На ньому встановлено дві передні цапфи кріплення двигуна до моторами літака. Своїми стінками лобовий картер утворює вхідний канал повітряного тракту двигуна. У верхній і нижній частинах лобового картера розташовані агрегати двигуна. У верхній частині розташовані: стартер-генератор, генератор змінного струму, регулятор частоти обертання ротора двигуна і відцентровий суфлер. У нижній частині розташовані: мастильний агрегат двигуна, повітровіддільник і коробка приводів, на якій встановлені паливний насос низького тиску, паливний насос-датчик високого тиску, давач коректора частоти обертання і датчик покажчика частоти обертання ротора двигуна. Крім того, на лобовому картері розміщені: приймач повного тиску, сигналізатор обмерзання, редукційний клапан системи флюгування по негативній тязі, мастильний фільтр із сигналізатором засмічення фільтра, датчик автоматичного флюгування повітряного гвинта по крутному моменту і магнітна пробка. Спереду до лобового картера прикріплений редуктор і повітрозабірник силової установки літака, а ззаду — компресор.

### Компресор

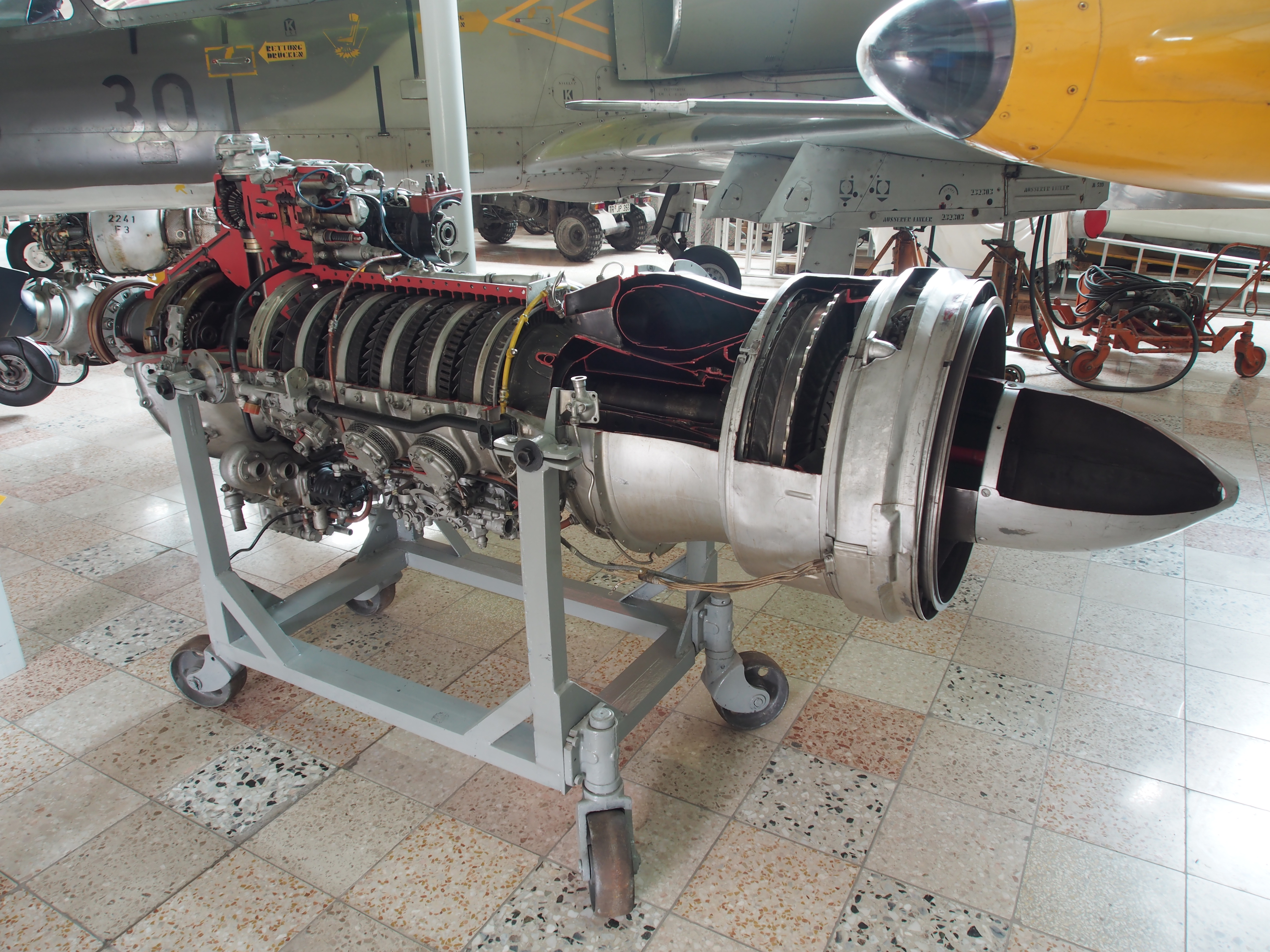
АІ-24 в музеї, Гермескайль

Призначений для всмоктування, стиснення і подачі повітря в камеру згоряння. Компресор двигуна АІ-24 дозвуковий, осьовий, 10-ступінчастий. Ротор компресора складається з десяти робочих коліс, жорстко пов'язаних між собою, які несуть на своїх вінцях робочі лопаті. Диски, задній вал і робочі лопаті ротора виготовлені з високоякісної нержавіючої сталі. Корпус компресора сталевий, зварної конструкції. Корпус компресора з торців має два фланця: передній, з'єднується з лобовим картером, a задній — з корпусом камери згоряння. На корпусі компресора встановлено чотири клапана перепуску повітря, два агрегати запалювання, вимикач стартера-генератора, клапан пускового палива, автомат дозування палива, а також мастильні, паливні, повітряні та електричні комунікації.

### Вузолкамери згоряння
Складається з
- корпусу зварної конструкції з нержавіючої сталі;
- камери згоряння кільцевого типу;
- 8 робочих паливних форсунок;
- 2 запальників.

Корпус камери згоряння — один з головних силових вузлів двигуна. У місці з'єднання корпусу з заднім кожухом розташовані дві цапфи задньої підвіски двигуна. У внутрішній порожнині корпуса розташована камера згоряння. На зовнішній поверхні корпусу є фланці для установки робочих паливних форсунок і запальників, фланці відбору повітря для літакових систем і штуцера для приєднання трубопроводів мастильної системи і суфлірування двигуна. Камера згоряння виготовлена з листової жароміцної сталі.

### Турбіна
Призначена для перетворення теплової енергії гарячих газів в механічну роботу обертання ротора двигуна. Турбіна двигуна АІ-24 осьова, реактивна, триступінчаста. Вона складається з ротора і статора. Ротор турбіни складається з трьох робочих коліс та валу, з'єднаних між собою болтами. Робочі лопаті турбіни та диски виконані із жароміцних та жаростійких матеріалів. Статор турбіни складається з трьох соплових апаратів, з'єднаних між собою і з корпусом камери згоряння болтами.

### Реактивнесопло
Реактивне сопло — нерегульоване. Воно складається із зовнішнього і внутрішнього кожухів, які з'єднані між собою трьома порожнистими стійками. Реактивне сопло двома зовнішніми фланцями з'єднане з сопловим апаратом III ступеня турбіни і літаковою газовідвідною трубою.

### Мастильна система
Мастильна система (МС) забезпечує подачу мастила для змащування і охолодження деталей двигуна. МС двигуна працює за короткозамкненою схемою, в якій мастило, яке нагнітається і відкачується з двигуна, безперервно циркулює по замкнутому кільцю, минаючи мастильний бак літака. Мастило, що знаходиться в мастильному баку, в циркуляції не бере участь і служить для поповнення втраченого в двигуні мастила і для підвищення висотності системи.
МС двигуна складається із:
- мастильного агрегата — п'ять секцій мастильних насосів шестеренчастого типу змонтованих в одному корпусі;
- відцентрового суфлера;
- повітровіддільника;
- мастильного насоса вимірювача крутного моменту;
- мастильних фільтрів;
- магнітної пробки;
- сигналізатора засмічення фільтру;
- термостружкосигналізаторів;
- трубопроводів і каналів МС.

Загальна кількість мастила в МС становить 64 л з них: у мастильному баку 37 л. В МС двигуна використовують оливну суміш СМ-4,5, або TURBONYCOIL-306, або мінеральну оливу МН-7,5У.

### Паливна система
Паливна система забезпечує живлення двигуна паливом на всіх режимах його роботи. Паливна система складається з системи низького тиску, системи високого тиску і пускової системи.
Система низького тиску складається із:
- літакових паливних баків;
- літакових підкачувальних паливних насосів;
- перекривного пожежного крану;
- сітчастого фільтру грубого очищення;
- підкачувального паливного насоса;
- фільтру тонкого очищення;
- повітровіддільника;
- витратоміра;
- трубопроводів.

Система високого тиску складається із:
- основного паливного насоса-датчика;
- автомата дозування палива;
- паливного колектора;
- робочих паливних форсунок.

Пускова система складається із:
- електромагнітного клапана пускового палива;
- двох запальників
- трубопроводів.

Як пальне, використовується авіаційний гас марок Т-1, Т-2, ТС-1, РТ, Jet A-1, JP-8, PT, PL-6.

### Система автоматичного регулювання та керування двигуном
Система регулювання двигуна автоматично підтримує постійну частоту обертання на всіх робочих режимах, коригує подавання пального в
двигун, обмежує крутний момент на злітному режимі, обмежує температуру газів за турбіною, керує запуском і забезпечує автоматичну зупинку двигуна з одночасним введенням лопатей гвинта у флюгерне положення при відмові двигуна. Двигун керується одним важелем автомата дозування палива.
Система автоматичного регулювання та керування двигуном складається із:
- автомата дозування палива з насосом-датчиком;
- граничного регулятора температури;
- коректора частоти обертання;
- регулятора частоти обертання.

### Електрообладнання
Електрообладнання двигуна забезпечує автоматичний запуск двигуна на землі і в польоті та живлення бортової електромережі літака постійним струмом напругою 28,5 В.
До складу електрообладнання двигуна входять: стартер-генератор, два агрегати запалювання, дві свічки запалювання, пневмоелектричний вимикач стартера, електромагнітний клапан пускового палива, клапан перевірки флюгування, сигналізатор обмерзання, електромагнітний клапан зупинки двигуна, датчик автофлюгера по крутному моменту, давач максимально допустимої частоти обертання, електромагнітний клапан зняття гвинта з проміжного упору, електромагнітний клапан виведення гвинта з флюгерного положення, датчик підсилювача коректора частоти обертання, датчик покажчика частоти обертання, підсилювач коректора частоти обертання, блок стабілізації, датчик висотної корекції, підсилювач регулятора температури газів, термостружкосигналізатори, сигналізатор засмічення мастильного фільтра лобового картера, електромагнітний клапан перевірки флюгування по негативній тязі, колектор електропроводів з штепсельними роз'ємами.

### Система протиобмерзання
Система протиобмерзання (СП) запобігає обмерзанню деталей двигуна, розташованих у вхідному тракті: передніх крайок ребер лобового картера, передніх крайок лопаток вхідного напрямного апарату компресора і крайок приймача повного тиску автомата дозування палива.
СП складається із:
- сигналізатор обмерзання;
- клапан перепуску гарячого повітря з електромеханізмом;
- трубопроводи подачі гарячого повітря
- канали постійного обігріву барботажним мастилом внутрішніх порожнин ребер лобового картера.

Гаряче повітря для СП відбирається після X ступені компресора крізь патрубок, приварений до корпусу камери згоряння, і по трубопроводу підводиться до клапана перепуску гарячого повітря.

### Протипожежна система
Протипожежна система двигуна призначена для сигналізації виникнення пожежі всередині двигуна і для її гасіння. Сигналізація про виникнення пожежі здійснюється двома термодатчиками, один в порожнині лобового картера і редуктора, а другий у порожнині підшипників компресора і турбіни. При виникненні пожежі всередині двигуна загоряється сигнальна лампочка у кабіні літака.
Для гасіння пожежі треба натиснути кнопку гасіння пожежі на двигуні, розташовану на щитку пожежогасіння. Після цього спеціальна протипожежна суміш подається під тиском до штуцерів у порожнині лобового картера і редуктора та в порожнині підшипників компресора і турбіни.

### Система вприскування води
Система впорскування води у вхідний канал двигуна призначена для збільшення злітної потужності двигуна за високої температури і зниженому барометричному тиску повітря. При вмиканні впорскування води, спеціальні форсунки подають в повітрозабірник розпилену воду. Випаровування води в компресорі знижує температуру повітря в тракті компресора, що призводить до збільшення вагової витрати повітря двигуном, отже й до зниження температури газів перед і за турбіною. Система вприскування води вмикається вручну перемикачем «Впорскування води в двигуни».

## Модифікації
- АІ-24 — базовий для літака Ан-24.
- АІ-24 II серії — випускався серійно з 1964 р. встановлювався на літаки Ан-24А, Ан-24Б, Ан-24В, Ан-34 і Ан-24РВ.
- АІ-24В — турбовальний для вертольота В-8.
- АІ-24Т — випускався серійно з 1966 р. і встановлювався на літаки Ан-24А, Ан-24В і Ан-34. Має систему уприскування води на вході.
- АІ-24ВТ — форсований до 2820 к.с. Встановлювався на Ан-26, Ан-30.